# Costa central y Ría de Ajo
Costa central y Ría de Ajo este o arie protejată (arie specială de conservare — SAC, sit de importanță comunitară — SCI) din Spania întinsă pe o suprafață de 444,24 ha, din care 32 % marine.

## Localizare
Centrul sitului Costa central y Ría de Ajo este situat la coordonatele 43°29′44″N 3°38′00″W / 43.4955°N 3.6332°V.

## Înființare
Situl Costa central y Ría de Ajo a fost declarat sit de importanță comunitară în decembrie 1997 pentru a proteja 1 specie de plante și 4 specii de animale. Situl a fost protejat și ca arie specială de conservare în decembrie 2015.

## Biodiversitate
Situată în ecoregiunile atlantică și marină Atlantică, aria protejată conține 22 de habitate naturale: Păduri de Quercus ilex și Quercus rotundifolia, Terase mlăștinoase și terase nisipoase neacoperite de apă la reflux, Vegetație anuală la limita mareei, Depresiuni intradunale umede, Tufărișuri halofile mediteraneene și termo-atlantice (Sarcocornetea fruticosi), Pajiști uscate atlantice de coastă cu Erica vagans, Dune mobile de-a lungul țărmului cu Ammophila arenaria („dune albe”), Lande oro-mediteraneene cu formațiuni endemice de grozamă, Estuare, Dune de coastă fixe cu vegetație erbacee („dune gri”), Pante stâncoase calcaroase cu vegetație casmofită, Pajiștile Spartina (Spartinion maritimae), Păduri aluvionare cu Alnus glutinosa și Fraxinus excelsior (Alno-Padion, Alnion incanae, Salicion albae), Pajiști uscate seminaturale și facies de acoperire cu tufișuri pe substraturi calcaroase (Festuco-Brometalia) (* situri importante pentru orhidee), Matorral arborescenți cu Laurus nobilis, Pajiști uscate europene, Păduri de stejar galițio-portugheze cu Quercus robur și Quercus pyrenaica, Faleze cu vegetație de pe coastele atlantice și baltice, Salicornia și alte specii anuale care populează regiunile mlăștinoase și nisipoase, Dune mobile cu vegetație embrionară, Pășuni atlantice udate de apa mării (Glauco-Puccinellietalia maritimae), Bancuri de nisip acoperite în permanență slab de apă marină.
La baza desemnării sitului se află mai multe specii protejate:
- plante (1): Limonium lanceolatum
- mamifere (2): liliacul mediteranean cu potcoavă (Rhinolophus euryale), liliacul mare cu potcoavă (Rhinolophus ferrumequinum)
- nevertebrate (1): rădașcă (Lucanus cervus)
- reptile (1): Lacerta schreiberi